# فيكتور سكوت
فيكتور سكوت (بالإنجليزية: Victor Scott)‏ هو لاعب كرة قدم أمريكية أمريكي، ولد في 1 يونيو 1962 في سانت لويس الشرقية ‏ في الولايات المتحدة.

## وصلات خارجية
- فيكتور سكوت على موقع مرجع كرة القدم المحترفة.كوم (الإنجليزية)